# Schnittebene

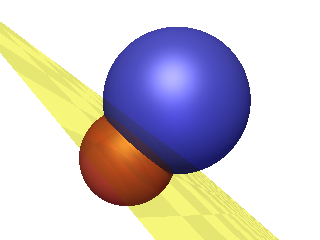
Schnittebene zweier Kugeln

Der Begriff Schnittebene hat in der Mathematik mehrere Bedeutungen.

## Die Schnittebene als Resultat
In der Geometrie bezeichnet der Begriff eine Ebene, die als Schnitt mehrerer Körper in einem dreidimensionalen Vektorraum definiert ist.

### Anwendungsbeispiele
- Zur Berechnung des Schnittkreises zweier Kugeln wird die Schnittebene, in der der Schnittkreis liegt, bestimmt, um diese dann mit der Verbindungsgeraden der Kugelmittelpunkte zu schneiden, um den Mittelpunkt des Schnittkreises zu bestimmen.

- Alternativ dazu kann auch diese Formel angewandt werden, um den Mittelpunkt des Schnittkreises aus den Radien und dem Abstand zwischen den Mittelpunkten der gegebenen Kugeln zu ermitteln, ohne eine Schnittebene bzw. Verbindungsgerade aufstellen zu müssen.

{\displaystyle M_{1}} = Mittelpunkt der ersten Kugel
{\displaystyle M_{2}} = Mittelpunkt der zweiten Kugel
{\displaystyle d} = Abstand zwischen {\displaystyle M_{1}} und {\displaystyle M_{2}}
{\displaystyle {\vec {M}}_{3}={\vec {M}}_{1}+\left({\frac {r_{1}^{2}-r_{2}^{2}}{2d^{2}}}+0{,}5\right)\cdot ({\vec {M}}_{2}-{\vec {M}}_{1})}
Der Mittelpunkt des Schnittkreises ist ebenfalls ein Punkt auf der Schnittebene und der Vektor zwischen den beiden Mittelpunkten stellt zugleich den Normalenvektor der Schnittebene dar, sodass man daraus die Schnittebene aufstellen kann.

## Die Schnittebene als Parameter
Ebenfalls in der Geometrie kann der Begriff auch eine Ebene bezeichnen, die mit einem Körper geschnitten wird um die Punkte des Körpers, die auf dieser Schnittebene liegen, zu betrachten.

### Anwendungsbeispiele
- Mit einem Kegelschnitt wird ein Kegel mit einer Ebene geschnitten; das Ergebnis ist eine Kurve.